# 锥序丁公藤
锥序丁公藤（学名：Erycibe subspicata）是旋花科丁公藤属的植物。分布在不丹、缅甸、泰国、印度、锡金以及中国大陆的广西、云南等地，生长于海拔320米至1,250米的地区，多生于沟谷密林，目前尚未由人工引种栽培。